# Ferdinand Bracke
Ferdinand Bracke (født 25. maj 1939 i Hamme) er en forhenværende cykelrytter fra Belgien. Hans foretrukne discipliner var både landevejscykling og banecykling. I 1967 blev han indehaver af timerekorden, og i 1971 vandt han Vuelta a España.
Ved Tour de France 1968 endte han på tredjepladsen. Han har vundet to etaper ved Tour de France.